# Wybory parlamentarne na Wyspach Salomona w 2010 roku
Wybory parlamentarne na Wyspach Salomona w 2010 roku – odbyły się 4 sierpnia 2010 i miały na celu wyłonienie nowego składu Parlamentu Narodowego. Najwięcej mandatów uzyskała Partia Demokratyczna Wysp Salomona.

## Organizacja wyborów
W czasie głosowania obywatele wybierali 50 członków Parlamentu Narodowego Wysp Salomona na 4-letnią kadencję. Pod koniec maja 2010 premier Derek Sikua jako datę wyborów wskazał 4 sierpnia 2010. 22 czerwca 2010 termin ten został oficjalnie ogłoszony przez gubernatora generalnego Franka Kabui. Czas na zgłaszanie kandydatów mijał 8 lipca 2010. Do startu w wyborach zarejestrowało się 509 kandydatów, w tym 25 kobiet.
W celu zapewnienia bezpieczeństwa głosowania w całym kraju rozlokowane zostały dodatkowe siły policji i międzynarodowej misji RAMSI (Regional Assistance Mission to Solomon Islands). Miało to zapobiec wybuchowi jakiejkolwiek przemocy, do czego doszło po wyborach w 2006.

## Głosowanie i wyniki wyborów
Głosowanie odbyło się 4 sierpnia 2010 w godzinach 7:00–17:00 czasu lokalnego w prawie 900 lokalach wyborczych na tysiącu wyspach w całym kraju. Z powodu złych warunków atmosferycznych do transportu urn wyborczych w niektórych regionach zamiast łodzi użyto helikoptera. Głosowanie przebiegło w pokojowej atmosferze, a policja nie odnotowała żadnych zakłóceń porządku. Jego przebieg monitorowało 60 zagranicznych obserwatorów (m.in. z Wspólnoty Narodów) oraz 400 obserwatorów z kraju.
Misja obserwacyjna Wspólnoty Narodów stwierdziła, że wybory odbyły się w pokojowej atmosferze i w dobrze zorganizowany sposób, a obywatele mieli zapewnione warunki, by w sposób wolny wyrazić swoją wolę. Odnotowała jednak nieprawidłowości dotyczące list wyborców, które nie zostały należycie zaktualizowane i zweryfikowane.
Do parlamentu dostało się 25 nowych oraz 25 dotychczasowych deputowanych. Najwięcej, 11 mandatów uzyskała Partia Demokratyczna Wysp Salomona (Solomon Islands Democratic Party, SIDP).
Pomimo iż faworytami do objęcia stanowiska nowego szefa rządu wydawali się być przed wyborami urzędujący premier Derek Sikua z Partii Liberalnej oraz lider opozycji i były premier Manasseh Sogavare z Partii Własności, Jedności i Odpowiedzialności, 20 sierpnia 2010 to lider SIDP Steve Abana oraz deputowany Danny Philip zostali nominowani kandydatami na urząd premiera. 25 sierpnia 2010 parlament, przy 26 głosach poparcia, wybrał Danny'ego Philipa nowym szefem rządu.